# Robert Gilbert (musicien)
Pour les articles homonymes, voir Robert Gilbert.
Œuvres principales
L'Auberge du Cheval-Blanc
Robert Gilbert, de son vrai nom Robert David Winterfeld (né le 29 septembre 1899 à Berlin, mort le 20 mars 1978 à Minusio) est un auteur et compositeur allemand.

## Biographie
Son père, Max Winterfeld, a pris le pseudonyme de Jean Gilbert, sa mère est modiste, son frère sera l'écrivain de livres pour enfants Henry Winterfeld.
Robert Gilbert prend part à la Première Guerre mondiale en 1918 et entre en contact avec la Ligue spartakiste. Après la guerre, il fait des études de philosophie et d'histoire de l'art à Berlin et à Fribourg-en-Brisgau ; il participe à des manifestations politiques et à des campagnes électorales.
Mais après la fin du spartakisme, il se consacre à son talent littéraire. Il écrit d'abord avec son père des opérettes, des comédies, des revues et des chansons. Tout au long de sa vie, il aura écrit environ 60 livrets d'opérette, les textes d'une centaine de chansons de films et composé des comédies musicales ainsi que leurs paroles. À 24 ans, il se marie. Il a dans le même temps son premier succès avec  Kathrin, du hast die schönsten Beine von Berlin composée par Frederick Loewe. Les collaborations s'enchaînent avec des compositeurs comme Frederick Loewe, Nico Dostal, Hermann Leopoldi, Friedrich Hollaender, Werner R. Heymann, Ralph Benatzky, Robert Stolz, Erik Charell ou bien des acteurs comme Lilian Harvey, Willy Fritsch, Heinz Rühmann, Paul Hörbiger, Zarah Leander ou Willi Forst.
Il n'abandonne pas néanmoins ses idées politiques. Pour écrire des chansons engagées, il utilise le pseudonyme de David Weber. Il collabore ainsi notamment avec Hanns Eisler et Ernst Busch. En 1929, Robert et Eisler sont présents au festival de la Société internationale pour la musique contemporaine à Baden-Baden. En 1931, naît sa fille Marianne. Comme Robert ne voulait pas d'enfants, il se sépare de sa femme Elisabeth. Le couple cependant se reforme quatre ans plus tard.
Après l'arrivée des nazis au pouvoir en 1933, il subit la discrimination en raison de son origine juive et décide d'émigrer. Il vit à Vienne jusqu'à l'Anschluss en 1938, puis à Paris. Le 25 mai 1939, il prend avec sa famille un paquebot à Cherbourg pour les États-Unis. Il s'installe à New York et obtient la nationalité américaine en 1944.
En 1949, Robert Gilbert revient en Allemagne, s'installe à Munich et écrit pour le Theater Die Kleine Freiheit. Il se sépare de sa femme. En 1954, il est de nouveau citoyen allemand et déménage en Suisse, dans le canton du Tessin. Il met en avant sa connaissance de l'anglais et devient le traducteur d'une vingtaine de comédies musicales américaines : My Fair Lady, Oklahoma !, Hello, Dolly!, Cabaret, Annie du Far West... Gilbert fréquente Heinrich Blücher, qu'il connaît depuis 1923, et devient l'ami de son épouse Hannah Arendt.

## Œuvre
Livrets d'opérette (sélection)
- Annemarie, écrit avec son père Jean Gilbert, musique de Jean Gilbert, 1925
- Lene, Lotte, Liese – Josefines Töchter, avec son père  Jean Gilbert, 1926
- Die leichte Isabell, 1926
- Pit-Pit, 1927
- Äffchen, 1928
- Prosit Gipsy, 1929
- L'Auberge du Cheval-Blanc, livret écrit avec Erik Charell et Hans Müller, musique de Ralph Benatzky, 1930
- Hopsa, livret écrit Paul Baudisch et A.L. Robinson, musique de Paul Burkhard, 1935
- Das Feuerwerk, livret écrit avec Erik Charell et Jürg Amstein, musique de Paul Burkhard, 1950.

et aussi
- Ich steh' mit Ruth gut, œuvre reprise bien plus tard, au XXIe siècle, par Max Raabe

## Source de la traduction
- (de) Cet article est partiellement ou en totalité issu de l’article de Wikipédia en allemand intitulé « Robert Gilbert » (voir la liste des auteurs).